# Oana Smaranda Corneanu
Oana Smaranda Corneanu (* 25. Juni 2001) ist eine rumänische Tennisspielerin.

## Karriere
Corneanu spielt vorrangig auf der ITF Women’s World Tennis Tour, wo sie bislang zwei Titel im Doppel gewinnen konnte.

## Turniersiege

### Doppel
| Nr. | Datum             | Turnier         | Kategorie | Belag | Partnerin    | Finalgegnerinnen                              | Ergebnis          |
| --- | ----------------- | --------------- | --------- | ----- | ------------ | --------------------------------------------- | ----------------- |
| 1.  | 13. Juli 2019     | Bukarest        | ITF W15   | Sand  | Oana Gavrilă | Kristýna Hrabalová Barbora Miklová            | 5:7, 6:4, [10:4]  |
| 2.  | 7. September 2019 | Curtea de Argeș | ITF W15   | Sand  | Oana Gavrilă | Oana Georgeta Simion Arina Gabriela Vasilescu | 7:66, 4:6, [10:8] |